# 德文特河谷工業區
德文特河谷工业区（英語：Derwent Valley Mills）为一處位於英国德比郡德文特河沿岸地區的世界遗产，2001年列入世界遗产名录，现由德文特河谷工业区合伙企業（Derwent Valley Mills Partnership）管理。于18世纪，跟隨著理查·阿克莱特发展之棉纱纺织新技术，现代工厂（factory，或稱為）体系在此诞生。受惠于技术上的进步，棉纱的不间断生产得以實現。此套体系在河谷間播散开來，到了1788年，英格蘭已有超过200家阿克莱特式的纱厂。阿克莱特发明的纺织新技术，以及组织劳动力之方式，更傳播至欧洲大陆及美国。
英格蘭最早引進水力的紀錄為1719年约翰·洛姆（John Lombe）将其用于他在德比的丝织厂，然而，真正在生产棉花之过程中使用水力，為1770年代的理查·阿克莱特。阿克莱特的一项关于水力紡紗機之专利，可使棉线不间断纺织，這代表非技術工人即可操作。克罗姆福德紗廠为阿克莱特創立的首座纱厂，纱厂新招募的劳工，使得其旁邊的克罗姆福德村規模大幅扩张。此种生产及安置工人同步的体系，于整个河谷間廣泛流傳。此機制的用意为確保工人來上工，因此有必要為其修建住屋。於是，由纱厂主人建造，环繞纱厂的新聚落誕生，其包括公共设施如学校、礼拜堂及市场等，有时亦可能直接開發一個早有發展的聚落。当时所建多数房舍至今尚可使用。同时，交通的基础建设亦為新聚落之一部分，建造後可为纱厂的产品开辟新的市场。
阿克莱特當時的竞争者在包括贝柏、达利修道院（Darly Abbey），及米尔福德等地修造纱厂及附屬的工人聚落。阿克莱特式的纱厂相當成功，时而为人所效法，但卻不付阿克莱特權利金。德文特河谷棉纺工业在19世纪最初的25年間逐渐沒落，市場重心转移至兰开夏郡，因為對於市场及原材料的交易，兰开夏郡為更佳地點。德文特河谷棉纺工业沒落後，河谷中纱厂及其附设建筑獲得保存，並予以再生利用。在世界遗产保護區域中的许多建筑同时亦列於登录建筑及登记纪念物之内，其中有部分纱厂如今規劃為博物馆，对公众开放。

## 地点及覆盖范围
世界遗产地德文特河谷工业区占地12.3平方千米，地跨德文特河谷24千米之区带，于德比郡中自北部之马特洛克巴斯（英語：Matlock Bath）至南部之德比市中心。遗产地中为纱厂之建筑群，并有聚居点，中含工人住宅、德文特河上的拦河堰及用以支持谷中纱厂的交通网。遗产地括有克罗姆福德、贝柏、达利修道院及米尔福德之社区，含838座登录建筑，由16座I级，42座II*级与780座II级建筑组成。另有9处建构列入登记纪念物中。克罗姆福德运河以及克罗姆福德与高峰铁路（英語：Cromford and High Peak Railway）旨在促成這一地区的工业化，此二者亦为遗产地之一部分。

## 历史

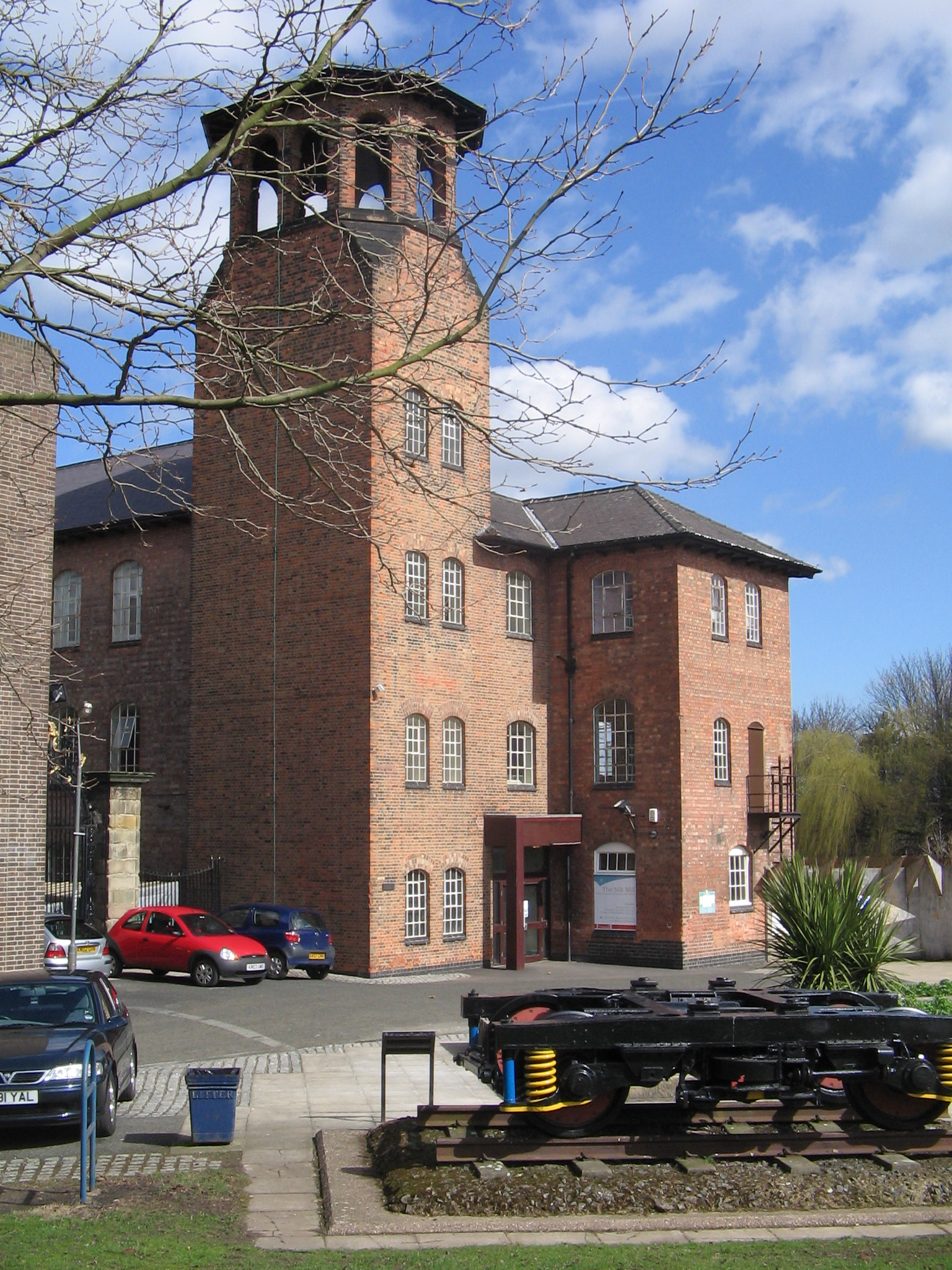
洛姆的丝织厂

17世纪晚期，因应于对作为时兴服饰之一部分的丝织品的需求，丝绸织造业得以扩张。有一人欲借水力的使用提升产量，其名为托马斯·科特彻特（英語：Thomas Cotchett），此人委托工程师乔治·索罗克尔德（英語：George Sorocold）于德比市中心附近德文特河中一小岛上建一丝织厂。虽此实验并不成功，其事仍使科特彻特当时的一名雇员约翰·洛姆有所觸動。他确信若水力可更趋完美，则有市场为水力生产的产品而开。洛姆汲汲于刺探工业情报，得获意大利机器的图纸。他于1719年为此设计申请专利，并邻科特彻特的絲織廠建造一座33.5米 × 12米（110英尺 × 39英尺）的丝织厂，高五层。至1763年，洛姆的专利业已过期30年。由于丝绸市场小，仅有7座洛姆式厂得建。然而其时洛姆已引入水力驱动机械的一种可行方法，并已建立有组织劳动力的一种範本，此种模式将为日后的實業家所效法。

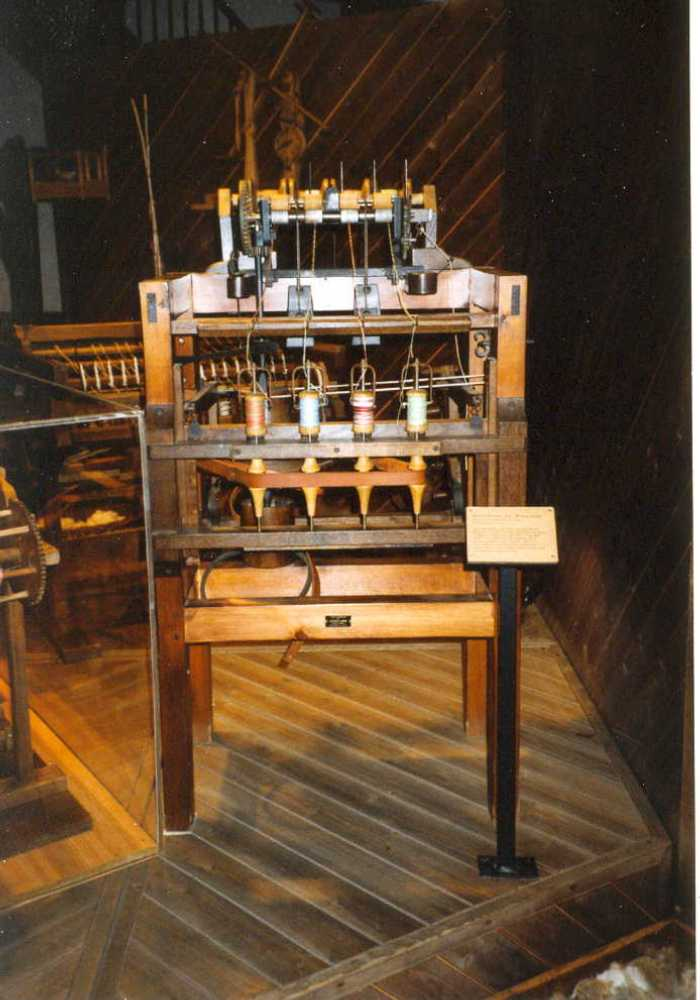
德国伍珀塔尔历史博物馆所展水力纺纱机之模型

由于丝绸为奢侈品，其市场狭小且轻易即为机制产品所饱和。机制纺织品的下一革新达至棉纺工业，棉業所具的市场远爲广阔，且产出人所能夠负担的實惠货品更多。棉花的纺织过程较之丝织品生产要複雜得多。为纺棉而作的水力纺纱机由理查·阿克莱特開發并于1769年得申专利。这种机器能连续纺织纱线，在其影響下，無需技術而用以保证机器不致损坏的监管员代替了技術工人。水力纺纱机的大小自4个纱锭至96个纱锭不等。基于上述缘故，水力纺纱机得以流行及广传。1771年，理查·阿克莱特租赁入克罗姆福德的地块。至1774年，其首座纱厂投产，于1776年其又开始在克罗姆福德建造其次座纱厂。此段时间中阿克莱特有开发用于前纺的机器，于1775年得其第二个专利。随纺织工序的机械化，生产棉织品的其余过程无法跟进，亦需机械化。阿克莱特制造一种机器用以梳棉，即用以将棉纤维整为平行。然阿克莱特的发明并非全有所成，至1790年代有实用的机器发明以先，棉花的清洁即以手工进行。
阿克莱特有寻求经济资助，当地一名地主彼得·南丁格尔（英語：Peter Nightingale，其人为弗羅倫斯·南丁格爾之外曾祖舅父）以2万英镑（2025年约合300萬英镑，此后之货币换算体例皆同）购得克罗姆福德处的产业。南丁格尔并建俯瞰纱厂的「岩石屋」（英語：Rock House）供阿克萊特居住，又进一步予其2000英镑（约合32萬英镑）用以建造次座纱厂，并有1750英镑（约合28萬英镑）以建造工人住宅。1777年至1783年间，阿克莱特及其家于贝克韦尔（英語：Bakewell）、克雷斯布鲁克（英語：Cressbrook）、罗斯特（英語：Rocester）及威尔克斯沃斯（英語：Wirksworth）等地建厂，遍及德比郡与斯塔福德郡。杰德戴亚·斯特鲁特（英語：Jedediah Strutt）为阿克莱特于克罗姆福德首座纱厂的合伙人，自1776年起在贝柏及米尔福德建厂。托马斯·埃文斯（英語：Thomas Evans）为达利修道院地方的一名地主，更以1140英镑（约合18萬英镑）置下修道院周围7.1公頃（18英畝）的土地，于1782年在此村建立一棉纺厂。阿克莱特受付提成于仿造他所发明之机器的人，然而亦有人甘冒诉讼而从事盗用之举。
位於马特洛克巴斯的梅森纱厂（英語：Masson Mill）的建设于1783年始，由阿克莱特策划。与阿克莱特之扩张主义同时，杰德戴亚·斯特鲁特亦涉足棉纺工业。斯特鲁特所具的一项优势在于阿克莱特业已完成机械上一应之必要实验，故斯特鲁特不必投资于新技术的探索。其人于克罗姆福德以南约8英里（13）处的贝柏建立一厂，大概于1781年完工。該處市鎮随1784年第二厂之增加而見擴大。斯特鲁特又于贝柏以南约2英里（3）处的米尔福德建一厂。至1793年，又有二厂加建以作印刷与漂白之用。斯特鲁特家估计到1789年其家于在贝柏及米尔福德的纱厂已投资37000英镑（约合600萬英镑，以当时数额计，斯特鲁特家于贝柏投资26000英镑，于米尔福德投资11000英镑），而每年可得收益36000英镑。

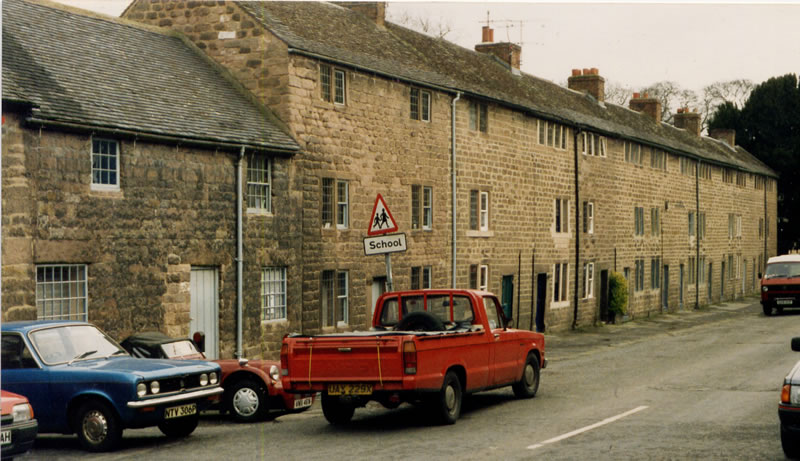
克罗姆福德之工人村舍

阿克莱特以家长式之雇主见称，用心于其雇工并雇工家庭的福祉。1785年于克罗姆福德一所主日学得建，供给200名孩童以教育。到1789年，克罗姆福德的产业復歸阿克莱特家，他們在地方的结构及建设上影响甚为活跃。有一座市场于克罗姆福德建造，作村落的新核心用。每周日阿克莱特组织集市，为刺激人造访而向参与最积极者发给年度奖。理查·阿克莱特死於1792年，後其子小理查·阿克莱特接管产业，且将多数位于克罗姆福德及马特洛克巴斯之外的棉纺厂售出。克罗姆福德及马特洛克巴斯的纱厂之所以不售，则很可能是为了维持其家威勒斯利庄园（英語：Willersley Estate）的開銷。克罗姆福德亦建有建立社团及俱乐部。理查·阿克莱特對社区宗教事务几无兴趣，直至1797年小阿克莱特方建立克罗姆福德教堂，而老阿克莱特原设想將此堂作阿克莱特家在威勒斯利城堡中的私家礼拜堂。阿克莱特家以设立市场而使克罗姆福德自足的尝试成功，该村落之扩张持续至1840年许，虽其时村中纱厂已过中天而进于衰落亦不例外。

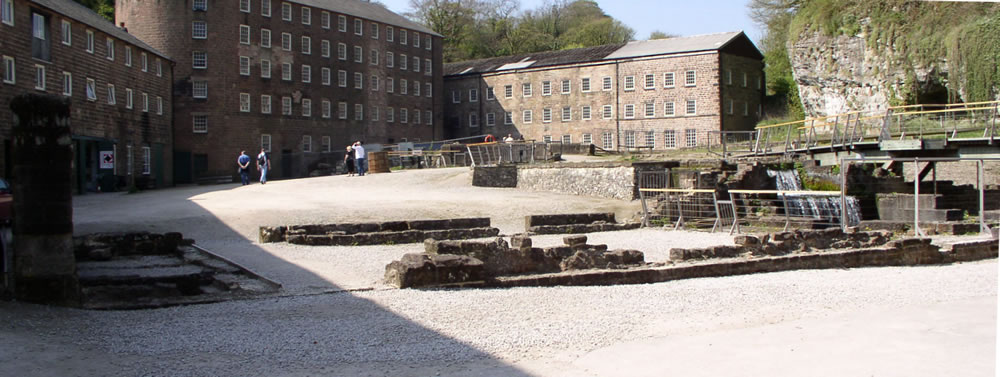
建于1775年而焚于1890年之克罗姆福德纺织厂的地基，其右为水轮室

小理查·阿克莱特无心于棉花生意，其父死后阿克莱特家即中断对实业的投资。斯特鲁特家则继续注资，以在米尔福德及贝柏诸厂之利润为资金源。彼等持续建厂直到1810年代，到1833年其产业雇有2000人，宰制德文特河谷中的棉业。同阿克莱特于克罗姆福德所作者一样，斯特鲁特家亦为其雇工供给住宅。于杰德戴亚·斯特鲁特始建厂以先，贝柏即为既成村落，自带市场，故爲發展此處村落成自足的實體，斯特魯特需承擔的社會角色不須如理查·阿克萊特在克羅姆福德所作者那樣活躍。斯特鲁特家供给教育，于1817年分别有650名及300名孩童于贝柏及米尔福德参加主日学。较之人口于19世纪早期达于约1200人之高峰的克罗姆福德，贝柏之人口因事业繁荣而自1801年的4500人攀至1831年的7890人。达利修道院亦作为工人定居点扩张，惟其无市集之处，故在居民供食方面有问题。此定居点在1788年至1801年间占地扩张一倍，其人口又于1801年至1831年间随许多工人住处之增修而自615人涨至1170人。一所为80名儿童而设的主日学于诸厂中之一厂內修造，一教堂及学校分别于1819年及1826年得建。
虽于19世纪前四分之一为棉业之主力，斯特鲁特家之公司于同兰开夏郡之纺织工业城镇的竞争中仍开始落败。行情转移的问题影响整個德文特河谷：于原材料及市场而言兰开夏的位置较之德比郡为好。斯特鲁特家经营之厂亦苦于现代化的缺乏，其家于19世纪之初处于防火工艺的前沿，但隨着厂中所用之机器更为大且强力，其家仍然坚持在成人可更熟练操作的机器上使用童工。斯特鲁特家的公司衰败，于19世纪后半叶其部分纱厂租赁或售与其他公司。即便德文特河谷的棉业败落，与关于生产棉花之工业过程有关的许多构建并工人之屋舍仍得以保留，而世界遗产名录中有848栋登记建筑。

## 交通

### 克罗姆福德运河

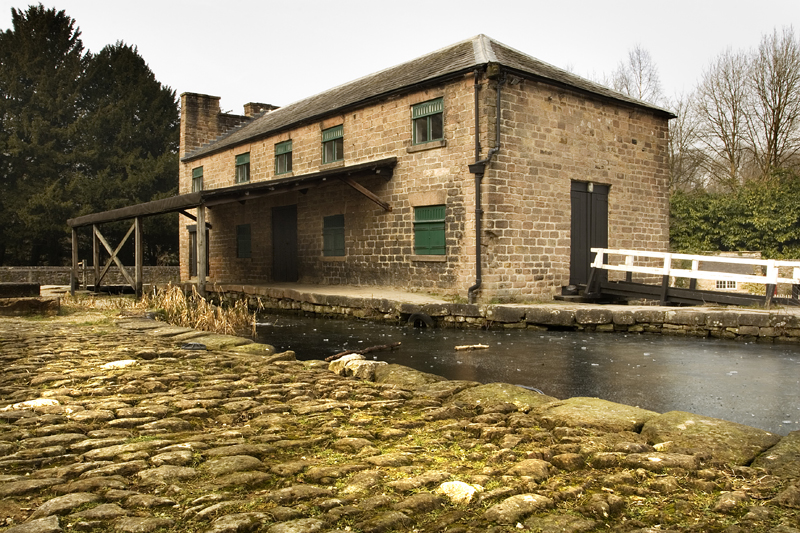
克罗姆福德运河之终点克罗姆福德码头

埃里沃什运河於1777年始開鑿，主要是为运煤而開。此运河从索利（英語：Sawley）段的特伦特河流至克罗姆福德以南14英里（23）处的兰利纱厂（英語：Langley Mill）。1788年，理查·阿克莱特曾要求威廉·杰索普估算建设一条连通克罗姆福德的纱厂至兰利纱厂的运河造价几何。杰索普推出的数字为42000英镑（约合700萬英镑），此数额之资金于二周之内即筹集完毕。当地厂主杰德戴亚·斯特鲁特及托马斯·埃文斯反对此拟建的运河，担心此河将干扰他們纱厂的供水。然于1789年英国国会批准修建此条运河。
克罗姆福德运河于1794年竣工时，其已耗费近于杰索普原估造价二倍的资金。此工程位於兰利纱厂及克罗姆福德码头的紗廠群之間，跨越两座水道桥，于布尔桥（英語：Bull Bridge） 的数座铁厂下穿通3,000碼（2,700）的隧道，并有14道船闸。运河上所运四分之三的货物为煤及焦炭，余则括有粗砂岩、铁矿石及铅。1796年于杰索普及本杰明·奥特兰姆（英語：Benjamin Outram）主持下德比及诺丁汉运河竣工，向德比及诺丁汉重要的纺织中心提供直接通路。1845年1月，克罗姆福德运河公司决意建造一永久水泵，以在干旱条件下足量供水。此决定由埃尔斯卡尔（英語：Elsecar）的米尔顿铁厂附设的格雷厄姆公司实行。
于19世纪中期曼彻斯特、巴克斯顿、马特洛克及中部地区铁路连接线（英語：Manchester, Buxton, Matlock and Midlands Junction Railway）之延拓到运河南部以先，克羅姆福德运河一直成功运作。1852年运河售与上述铁道公司，加速了自身之衰落。至1889年此运河即主用于本地交通。因其保养及修理花费过巨，运河最终于1944年关闭。德比郡议会于1974年获此运河的所有权，克罗姆福德运河学会（英語：Cromford Canal Society）承担其修复任务。

### 克罗姆福德与高峰铁路

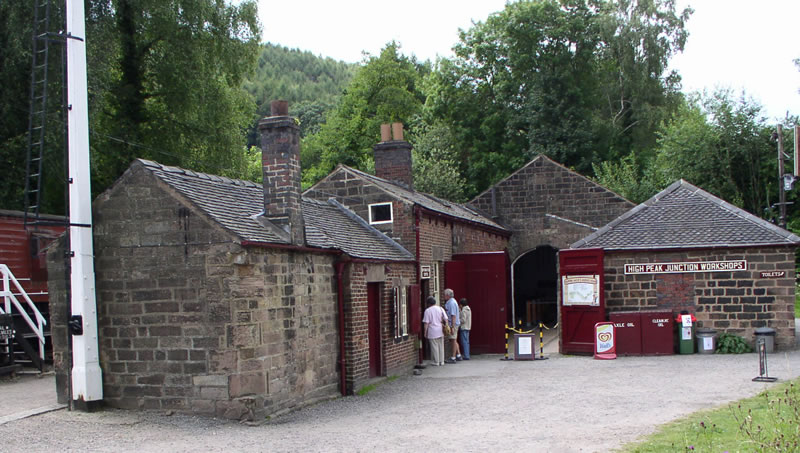
高峰枢纽站之工作间与办公室，此站为本节所述铁路之南端终点，并为其与原米德兰铁路、现德文特河谷线之枢纽站

19世纪早期曾有计划一运河以将终于惠利桥（英語：Whaley Bridge）的峰区森林运河以及克罗姆福德运河连通，如此将于兰开夏郡同德比郡两地之市场间提供直接通路。然而此运河的造价高不可负，企划由是废止。约西亚·杰索普为威廉·杰索普之子，相信马拉铁道较之运河将远为廉价。1825年5月2日一国会法令得以通过，是法令有关建设克罗姆福德至惠利桥的铁路。此企划有第六代德文郡公爵威廉·卡文迪许、小理查·阿克莱特及数名曼彻斯特银行家推动，富于雄心。有期望蒸汽车头可用于铁路线上，尽管其时此类技术尚在初期，而乔治·史蒂芬孙直至1829年方制成其革命性的火箭号机车。铁路南段自克罗姆福德码头至巴克斯顿东南赫德洛（英語：Hurdlow）之部分于1830年5月29日启用，余之线路于1831年7月6日开通至惠利桥。此线上之首个蒸汽车头于1841年引入，其前线上交通全以四轮马车运行。
此铁路自海拔277英尺（84米）的克罗姆福德码头爬升至海拔1,264英尺（385米）的拉德曼洛（英語：Ladmanlow），而后降至海拔747英尺（228米）的峰区森林运河码头处。高度之变化于运河而言則有必要修建多道船闸，而此于铁路言之较易解决。虽如是，于一时期间克罗姆福德与高峰铁路确实具有全英国最为剧烈的高差曲线变化，亦有为无蒸汽动力载具而设的铁路中最为陡峭的爬坡。铁路的建设耗资为180000英镑，较原拟的155000英镑为高（此二者分别约合1600萬英镑与1400萬英镑），然大大低于建设运河所预估的500000英镑（约合4500萬英镑）。是铁路为连接峰区森林运河及克罗姆福德运河而建，其价值同运河的价值紧密挂钩。以其开通之时克罗姆福德运河沿线之交通已然萎缩之故，铁路未有盈利。1855年一国会法令允准此线以在运货之同时亦运输旅客。虽载客旅运于此铁路而言成更重要的业务，其仍步入衰败并于1967年4月21日关闭。

## 后世影响

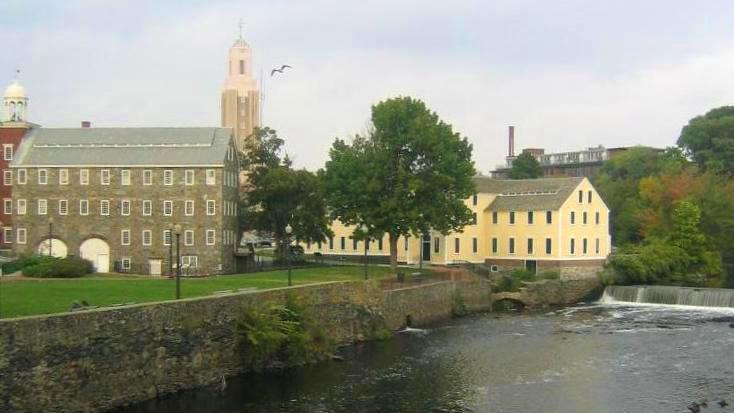
美国罗得岛州波塔基特之斯莱特纱厂，含有多项于德文特河谷发展出的工厂生产制之要件，而此厂由贝柏出身之塞缪尔·斯莱特建立

德文特河谷得认为是工厂生产制之诞生地。其中开发的机械如水力纺纱机使连续生产成为可行。理查·阿克莱特的克罗姆福德紗廠及其相联系的工人安置点为工业社区提供样板，非但于德文特河谷中，于国际亦如此。安置点同克罗姆福德紗廠同时建造的原因在于为工人提供居处，而保障纱厂所需之劳动力的唯一方法正在于有为劳工及其家人提供住家。阿克莱特模式的成功引起其他实业家对其之仿照。企业家如彼得·南丁格尔、杰德戴亚·斯特鲁特及托马斯·埃文斯等于德文特河谷内为其雇工在贝柏、米尔福德及达利修道院等处修造安置点。保障劳动力的供给，是爲经济上的出发点，而这些实业家亦同样关切其雇工及雇工之家庭，并出于家长制的观念而实施行动。
阿克莱特的创新不仅限于发展工人聚落。他并在许多用于水力纺织的技术上得获专利。其专利之成功至于竞争的实业家宁冒诉讼风险亦要效仿其设计的地步。阿克莱特之专利权于1785年过期，至1788年便有超过200家阿克莱特式纱厂于英国建立。苏格兰的新拉纳克亦为一世界遗产地，其即受理查·阿克莱特及德文特河谷所历发展的直接影响：于大卫·戴尔（英語：David Dale）及阿克莱特在1784年之一造访中，拉纳克其地得认定为潜在的建厂点。戴尔其后在拉纳克建立四厂，皆与阿克莱特之梅森纱厂于结构上相似。其中至少二厂有利用德文特河谷中发展出之技术，不过其工厂制度与德文特河谷中所用者有别。新拉纳克于1799年由罗伯特·欧文取得，此人更进一步开展家长制之管理，甚于德文特河谷中所实行者，尝试遍及老少的教育以及社会控制。索尔泰尔为另一世界遗产地，建立于1853年而以工人之居宅及施设为特色，同时也有其他由阿克莱特发展工厂制度的要件。
1774年英国政府通过一法案宣布棉花及亚麻工业中所用之「工具或器物」（英語：tools or utensils）的出口为非法。是故于英国发展的新技术若要播散至他国其唯一方式即是通过工业间谍。其中有一人名卡尔·德利厄斯（英語：Carl Delius），他在英格兰工作，将许多阿克莱特所造发明的图纸交与约翰·戈特弗里德·布吕格曼（德語：Johann Gottfried Brügelmann）。布吕格曼借此信息于杜塞尔多夫附近之拉廷根建一厂，于1784年投产。其人以同克罗姆福德紗廠有关之方式命名其所建安置点。此厂为欧洲大陆之首座阿克莱特式纱厂。于德文特河谷所发展的纺棉技术亦传至美洲。于1790年美国有不多于2000只由珍妮机提供动力的纱锭，相比之下同时期之英国则有240万只机器驱动之纱锭。阿克莱特式厂由自英国来的移民引入美洲，此等移民中有许多並非技術工人。移民中有一人名塞缪尔·斯莱特，自德文特河谷出身，为杰德戴亚·斯特鲁特之学徒，创办了斯莱特纱厂。德文特河谷中发展出的技术有许多得以存留并用于其他纺织工业，例如直至20世纪中期梳棉仍以理查·阿克莱特发明的技术操作。工厂生产制使人有可能生产出廉价之织物与衣服。

## 保护

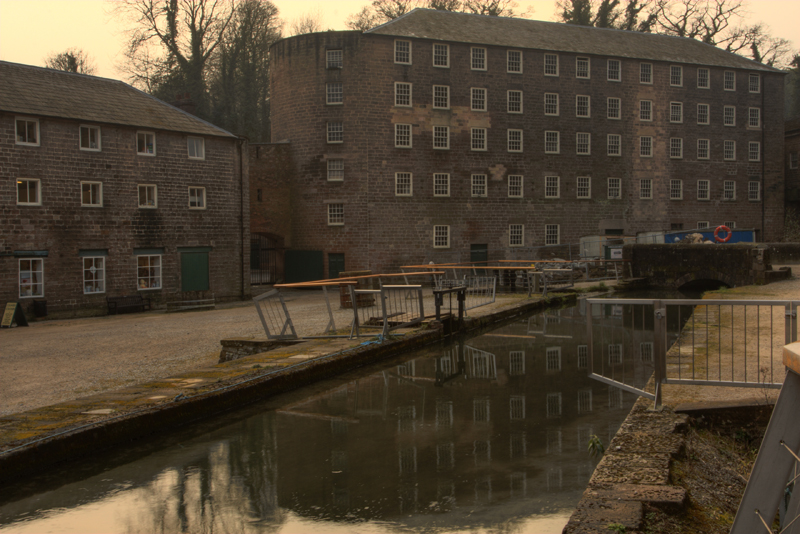
克罗姆福德紗廠後來之所有者为一印染公司，被公司棄用後为阿克莱特学会在1979年置下

从1971年举办之阿克莱特节中阿克莱特学会（英語：Arkwright Society）成立。克罗姆福德紗廠建筑群于1979年为阿克莱特学会所购得，使同其厂有关之建筑得免于拆除。此公益组织以保存之目的购入此处厂房，并有开始修复之意图。其厂自停止产棉后已为在其内部进行的与颜料同染料有关的工业过程所污损。于当地议会、东米德兰经济发展署、英格兰遗产委员会及遗产彩票基金帮助下，纱厂得以在500万英镑之开销下修整去污。今克罗姆福德的纱厂为小型企业所用，作教育用途。
德文特河谷中为棉业而建的许多纱厂存留而于工业之衰退后重被使用。多数工人住宅亦存，仍作居宅用。贯穿1970年代及1980年代，与英格兰遗产委员会有合作关系的当地主管部门意图防止屋舍及厂房之劣化，其方法是以对受保护屋舍的所有者提供建议及用补贴担负保护工作。2000年此地为世界遗产之地位而作出的申请提出时，地区内838座登记建筑中有26座列入英格兰遗产中的「受威胁名录」（英語：At Risk Register）而处于失修状态。
2000年德文特河谷工业区得提名以求列入世界遗产名录。与其一道者还有布莱纳文工业景观、新拉纳克及索尔泰尔，此等地方如今皆为世界遗产地。此处遗产地之申报意在提升世界遗产名录中工业考古之代表性。此申报成功，于2001年德文特河谷工业区得列为世界遗产。其世界遗产之地位旨在肯定其保护工作；此类所有的遗产点皆得以认为是「对人类的杰出价值」。此遗产地以世界遗产登录标准之第（ii）及（iv）条见列。此处遗产地为工人住宅作一先行者，理查·阿克莱特于技术之发展同样如此。德文特河谷合伙企業代表英国政府负责此处遗产地的管理。2009年6月，德比的巴斯街纱厂（英語：Bath Street Mill）损于火。此厂为世界遗产之一部分，溯其时间在18世纪。
2018年，「克罗姆福德诸紗廠创意集群及世界遗产地门户项目」（英語：Cromford Mills Creative Cluster and World Heritage Site Gateway Project）于「历史英格兰天使奖」（英語：Historic England Angel Awards）中入围「最佳历史建筑或历史地点大规模活化奖」（英語：Best Major Regeneration of a Historic Building or Place）。2019年，阿克莱特学会于克罗姆福德诸厂址雇用100人，. Cromford Mills.   [2020-11-26]. （原始内容存档于2022-03-28）.是次修复之开支为4800万英镑。

### 博物馆
- 理查·阿克莱特之梅森纱厂 今为一营业之纺织博物馆，有全世界最大的绕线筒馆藏。[53]
- 利伍德泵站（英語： Leawood Pumphouse）今为一营业之博物馆，至今仍事其本职工作，即自德文特河泵水至克罗姆福德运河。泵房于指定的周末开放。
- 在贝柏则有大量遗产点转而作其他商业之用，贝柏北厂（英語： Belper North Mill）的建筑为德文特河谷游客中心所居。其以关于德文特河谷纺织工业之历史的机械及其他物什之陈列为特色。[54]
- 于遗产地之极南处，约翰·洛姆的丝织厂今作德比工业博物馆用。[55]此博物馆于2011年4月3日关闭，封存超过两年。[56]
- 2013年10月一项目以为21世纪重新发明丝织厂而作者始行，合并STEAM（科学、技术、工程、艺术及数学五词于英文中之首字母集合）诸原理。此博物馆今每周开放4天。[57]

## 参看
- 欧洲和北美地区世界遗产列表